# Moorkultivierung

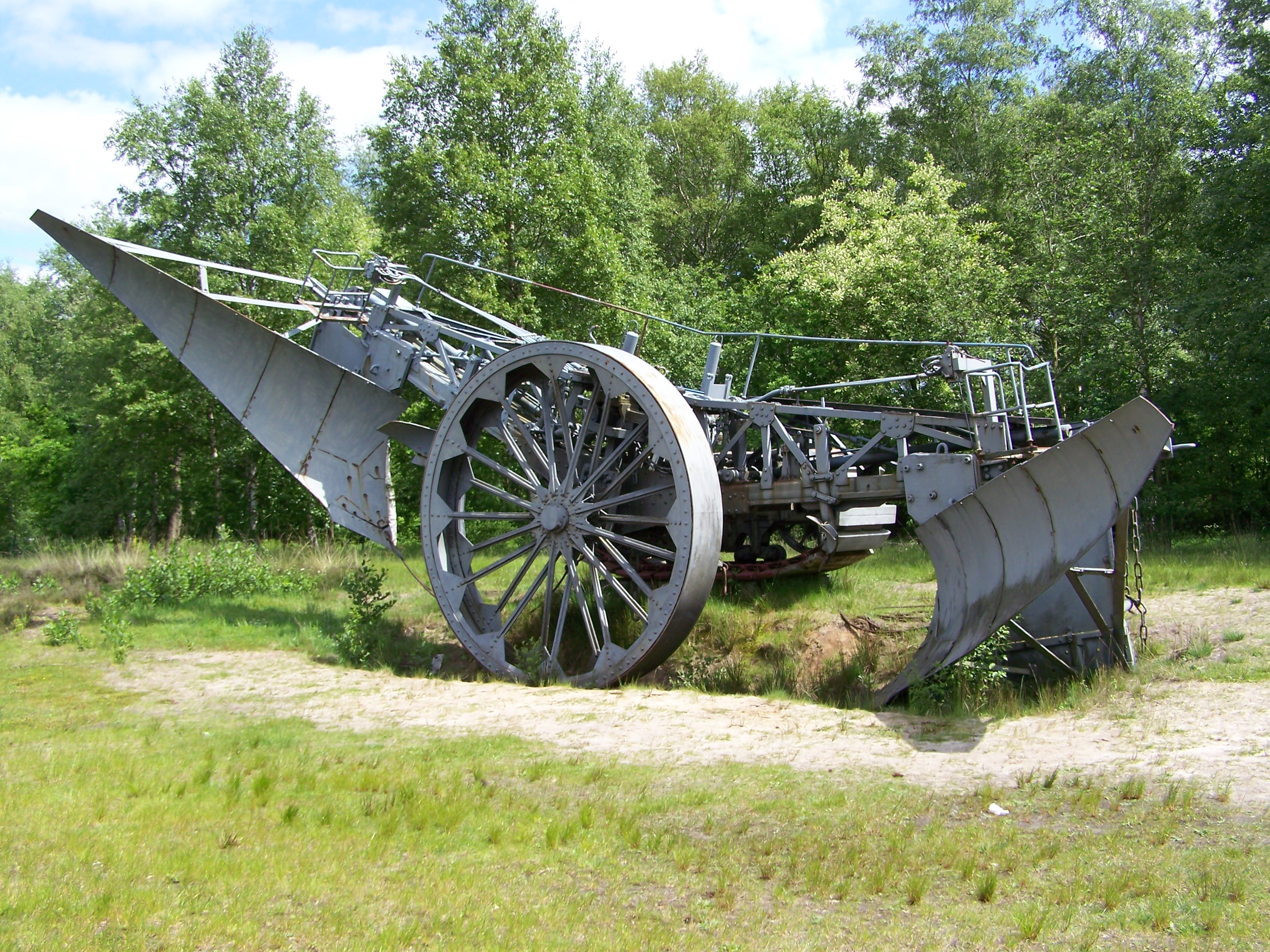
Mammutpflug zum Umpflügen von Mooren bis 145 cm Mächtigkeit

Unter Moorkultivierung versteht man die Urbarmachung von Moorböden zur Gewinnung von landwirtschaftlicher Nutzfläche für die menschliche Ernährung. Je nach Moortyp und Lage entwickelten sich – vor allem in Holland und Norddeutschland – verschiedene Kultivierungsarten.

## Hochmoore

### Moorbrandkultur

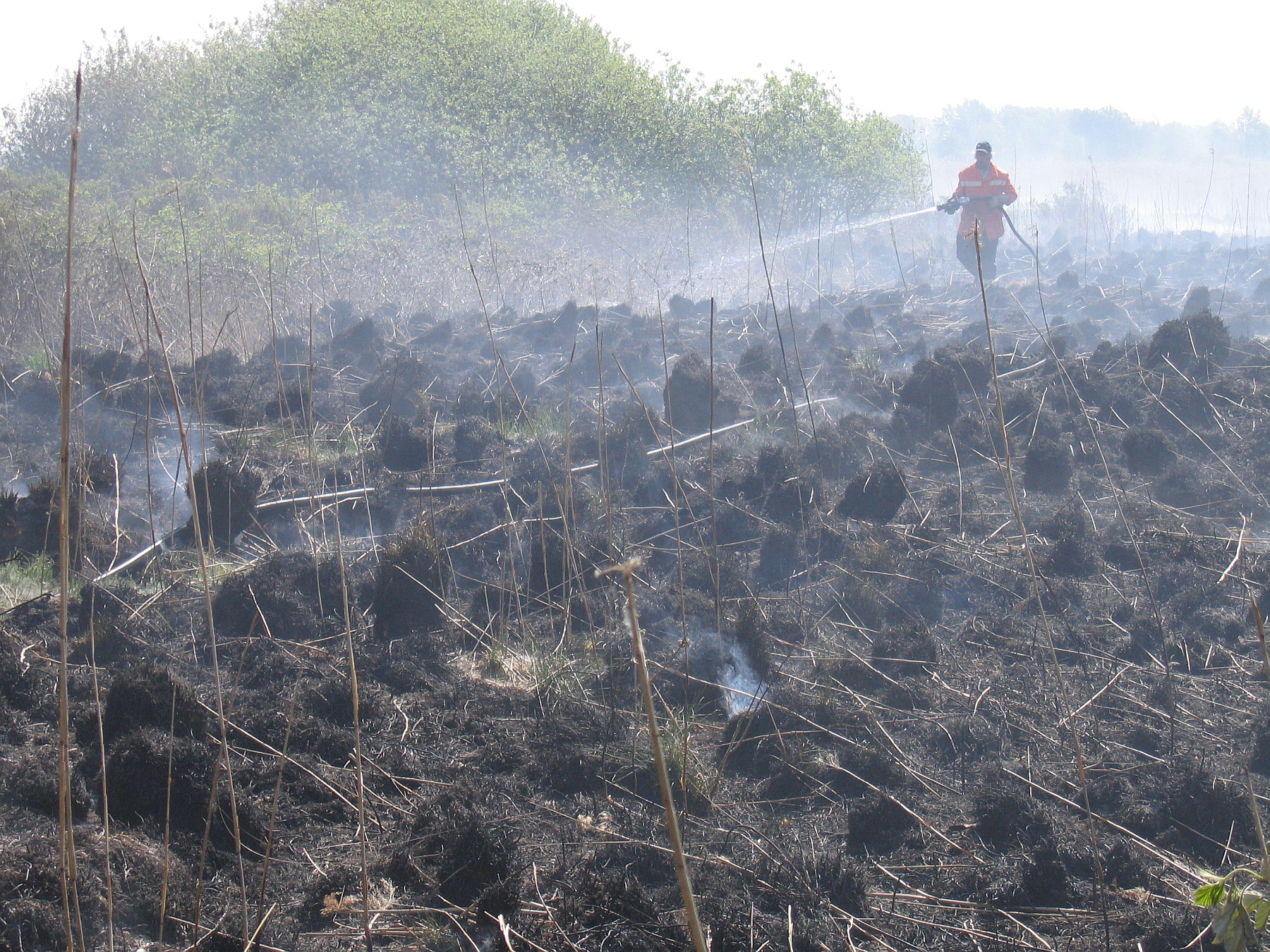
Ein Moorbrand wird gelöscht, Osterkoog bei Norderstapel (2007)

Die Moorbrandkultur fand seit dem 16. Jahrhundert zuerst in den Niederlanden und später in Nordwestdeutschland statt. Die Hochmoorflächen wurden vor dem Winter flachgründig entwässert. Im darauf folgenden Frühjahr steckte man diese Flächen in Brand. Anschließend wurde Weizen, Hafer oder  Buchweizen in die noch heiße Asche eingesät. Der Brand wurde durch die vorherrschenden Windrichtungen und die nach unten zunehmende Feuchtigkeit des Moorbodens reguliert. Der in dieser Form kultivierte Moorboden konnte sechs Jahre bestellt werden. Danach war eine 30-jährige Brache nötig. Nach dieser Kulturform entwickelten sich diese Mooren meist zu Moorheiden. Aufgrund der starken Rauchbelästigung wurde der Moorbrand 1923 in Deutschland verboten.

### Fehnkultur
Auch die Fehnkultur wurde in den Niederlanden entwickelt, aber seit dem 17. Jahrhundert auch in Nordwestdeutschland betrieben. Als erste deutsche Moorkultivierung wurde 1630 die Fehnkolonie Papenburg gegründet. Bei dieser Kulturform wurden zunächst schiffbare Kanäle, häufig auch Seitenkanäle (Wieken) angelegt. Dadurch konnten die angrenzenden Moorflächen teilentwässert werden. Die Siedler stachen den tiefer gelegenen sogenannten Schwarztorf, trockneten ihn und transportierten ihn mit Segelschiffen (Muttschiff, Tjalk, Pogge) ab, um ihn als Brennmaterial zu verkaufen. Auf dem Rückweg wurde dann aus den Flussläufen Schlick mitgebracht. Dieser konnte mit dem unter dem Torf gelegenen mineralischen Boden und dem höher gelegenen Weißtorf vermischt und dann landwirtschaftlich genutzt werden. Beidseitig der Kanäle und Wieken entstanden nach und nach typische Fehnsiedlungen.

### Deutsche Hochmoorkultur
Die Moorbrandkultur wurde ab 1877 von der Deutschen Hochmoorkultur abgelöst. Das Hochmoor wurde entwässert, die Vegetation beseitigt, der Boden gedüngt und sofort in Kultur genommen. Abtorfungen und Durchmischungen mit Mineralboden fanden nicht statt. Dieses Verfahren schuf die Voraussetzungen für eine groß angelegte intensive Landwirtschaft und die Besiedlung weiter Flächen. Bei ständiger Ackernutzung kommt es aber zur Verdichtung des Bodens und damit zu Luftmangel. Deshalb herrscht auf diesen Flächen heute vorwiegend Grünlandnutzung vor. Im Gefolge dieser Moornutzung entstanden in Nordwestdeutschland 250 Moorkolonien.

### Sandmischkultur
Nach dem Zweiten Weltkrieg wurden geringmächtige Hochmoore kultiviert. Durch Tiefpflügen bis 1,8 Meter wurden Sand und Torflagen gekippt. Diese lagerten schließlich in schräger Wechselschichtung. Dadurch wurden die physikalischen Eigenschaften hinsichtlich Durchlässigkeit, Wasserhaltefähigkeit und Tiefgründigkeit deutlich verbessert.

## Niedermoore

### Moordamm- oder Deckkultur
Bei dem Verfahren der Moordammkultur wurden Entwässerungsgräben durch die Niedermoore gezogen. Auf die Mooroberfläche wurde eine grobe Sandschicht gebracht, die mit Kaliumphosphat gedüngt wurde. Die niedrige Verdunstungsrate, die höhere Bodentemperatur am Grunde der Sandschicht sowie die geringere Verkrautung des Bodens führten zu erheblichen Ertragssteigerungen.

### Schwarzkultur
Bei der Schwarzkultur wird die Oberfläche eines Niedermoores wiederholt durchgearbeitet und mit Dünger, vor allem Phosphor/Phosphat, Kali und Kalk, angereichert und schließlich gewalzt.